# Porcellio saharaiensis
Porcellio saharaiensis är en kräftdjursart som beskrevs av Di Maio och Henri Dalens 1991. Porcellio saharaiensis ingår i släktet Porcellio och familjen Porcellionidae. Inga underarter finns listade i Catalogue of Life.